# مارتين هانسين
مارتين هانسين (بالدنماركية: Martin Hansen)‏ (مواليد 15 يونيو 1990 في الدنمارك) لاعب كرة قدم دنماركي يلعب حاليا لصالح نادي الدرجة الممتازة ليفربول الإنجليزي منذ 2006 في مركز حارس مرمى .

## روابط خارجية
- مارتين هانسين على موقع الاتحاد الأوربي (الإنجليزية)
- مارتين هانسين على موقع قاعدة بيانات كرة القدم.إي يو (الإنجليزية)
- مارتين هانسين على موقع Soccerbase.com (لاعب) (الإنجليزية)
- مارتين هانسين على موقع Soccerway.com (الإنجليزية)
- مارتين هانسين على موقع عالم كرة القدم.نت (الإنجليزية)
- مارتين هانسين على موقع كووورة
- مارتين هانسين على موقع AS.com (الإسبانية)